# Ares
Ares (oldgræsk: Ἄρης) er krigens gud i græsk mytologi og var Afrodites elsker. Han er søn af Zeus og Hera og broder til Hefaistos og skulle desuden være en blodig og brutal kriger. Han nævnes også blandt de modigste og stærkeste guder på Olympen. Sagn om ham fortæller, at han forede sin seng med huden fra sine faldne fjender. Ares er også kendt under det romerske navn Mars.